# C-1商人運輸機
格魯曼 C-1商人運輸機（英語：Trader)（1962年之前是TF）是S-2搜索者巡邏機的航空母艦運送(COD)運輸機版本。之後被C-2灰狗式運輸機取代。

## 發展

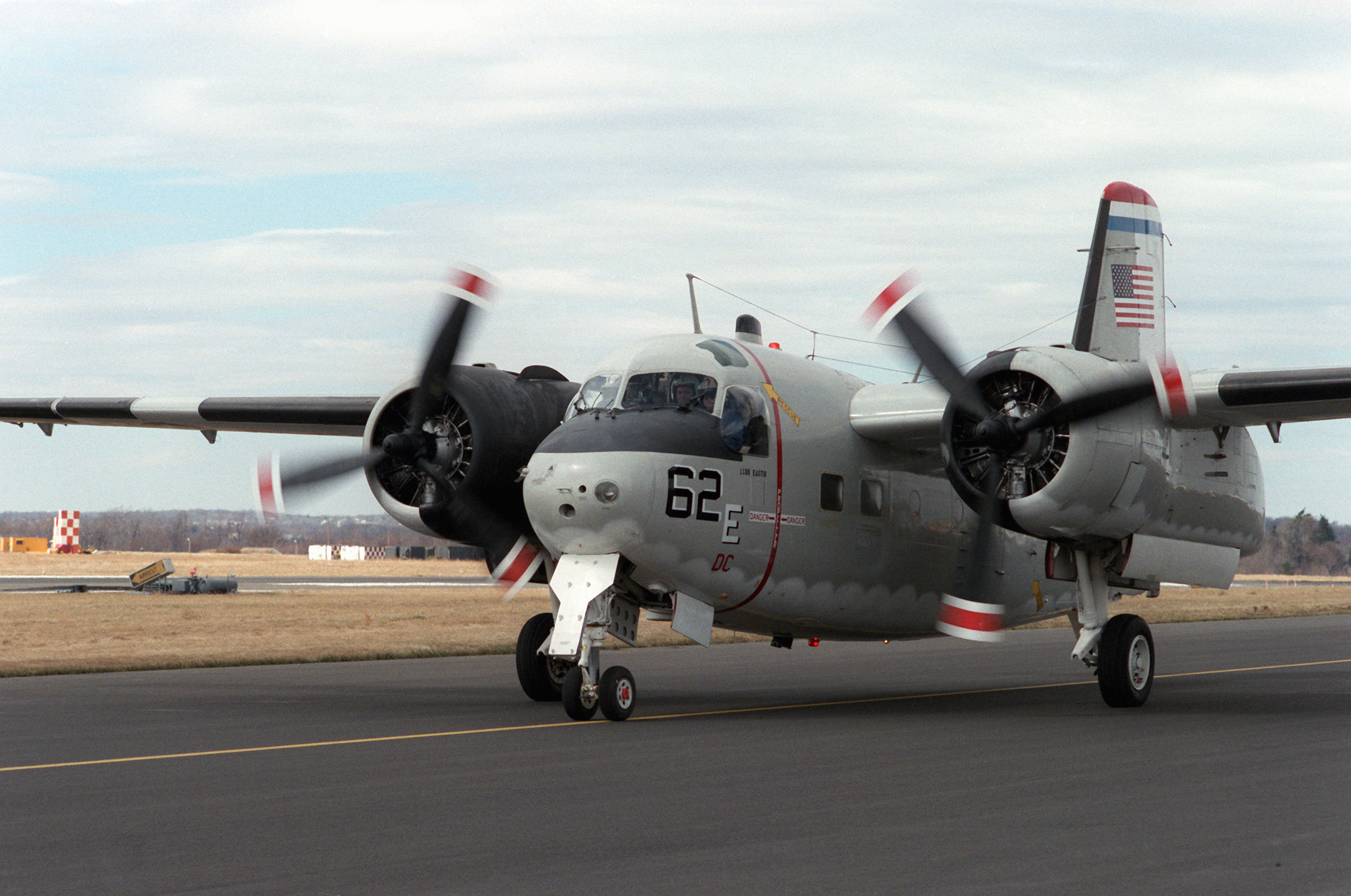
位於賓州柳樹林的C-1

C-1 商人是應美國海軍對新型反潛機的需求而誕生的。為此，格魯曼公司開始開發雙引擎上翼飛機，並將原型機命名為G-89。 1952年，海軍將這架飛機命名為XS2F-1，並於當年12月4日首飛。 在1950 年代的剩餘時間裡，出現了三種主要型號，C-1 商人就是其中之一。C-1（原為TF-1，意為“教練機”）可搭載9人或著8,500lb(3,856kg)的貨物，該機於1955年1月首飛。
在整個1960年代和1970年代，C-1 商人在越南戰爭期間為駐紮在太平洋的航空母艦運送郵件和補給品，並且還充當全天候航空母艦作戰的教練機。C-1共建造了87架，其中4架被改裝為EC-1A Tracer電子對抗飛機。最後一架C-1於1988年從美國海軍退役；它是美國服役的倒數第二架星型引擎飛機（最後一架C-131 撒馬利亞人直到1990年才退役)。截至2010年，民間手中仍有約10架適航。
1956年，美國海軍陸戰隊第1號測試部隊（MCTU #1）測試夠過TF-1將偵察隊送入敵後的概念。1956年7月9日，MCTU 海軍陸戰隊偵察兵成為第一個從TF-1跳傘的人。不到三週後，四名偵察傘兵從距離海上70miles的班寧頓號航空母艦上起飛，跳到距離內陸約100miles的加州埃爾森特羅附近的沙漠空降區。這成為海軍陸戰隊和海軍航空兵首次成功測試了將偵察人員從航空母艦投放到內陸目標。

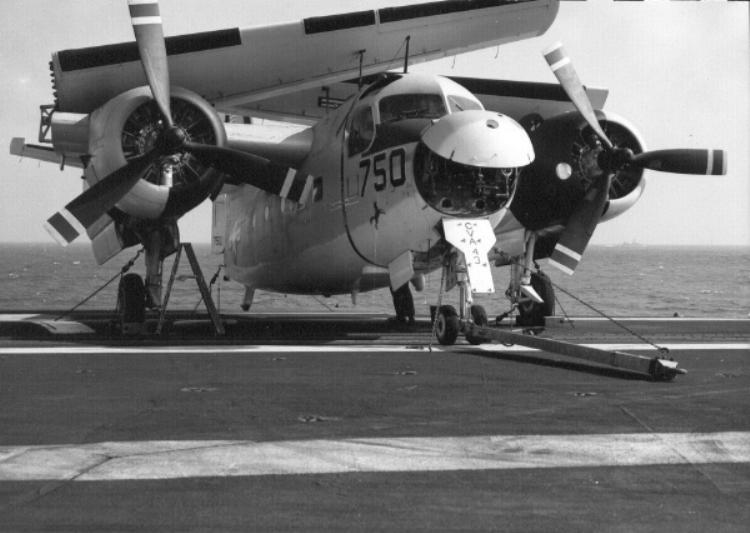
位於珊瑚海號航空母艦甲板上的C-1A

2010年8月，巴西海軍航空兵宣布將購買8架C-1機身並對其進行現代化改造，以用於其聖保羅號航空母艦上的航空母艦運送和空中加油功能。2011年與 Marsh Aviation簽署合同，將四架前美國海軍C-1A機身改裝為 KC-2 Turbo Traders。KC-2原型機預計於2017年11月進行首飛，第一架預計於2018年12月交付。然而，由於聖保羅號航空母艦的退役，該計畫也陷入終止。

## 型號
TF-1
S-2搜索者巡邏機的機身加大運輸機版本，可搭乘9名乘客，1962年重新命名為C-1A，生產了87架
TF-1Q
TF-1的電子戰改裝，1962年重新命名為EC-1A，共4架
TF-1W
以TF-1為平台開發的空中預警機，後來變成WF-2 Tracer
C-1A
1962年重新命名的TF-1
EC-1A
1962年重新命名的TF-1Q
KC-2 Turbo Trader
巴西海軍讓馬什航空執行的現代化空對空加油項目
G-101
10-12座的載客版本，僅存於圖紙
G-104
改裝成加油機的版本，僅存於圖紙

## 外部連結
维基共享资源上的相關多媒體資源：C-1商人運輸機